# Universitatea din Neuchâtel
Universitatea din Neuchâtel a fost înființată în anul 1838 la Neuchâtel în Elveția. 

## Facultăți
Universitatea are patru facultăți:
- Geistes- und Humanwissenschaften (Faculté des Lettres et Sciences Humaines)
- Naturwissenschaften (Faculté des Sciences)
- Rechtswissenschaft (Faculté de Droit)
- Wirtschaftswissenschaften (Faculté des Sciences Economiques)

Până la desființarea ei în anul 2015 a existat și o facultate de teologie (Faculté de Théologie), pentru studiul teologiei evanghelice.

## Absolvenți
- Jean Piaget (1896-1980), psiholog elvețian
- Mohammad Mosaddegh (1882-1967), politician iranian